# Thomas Faed

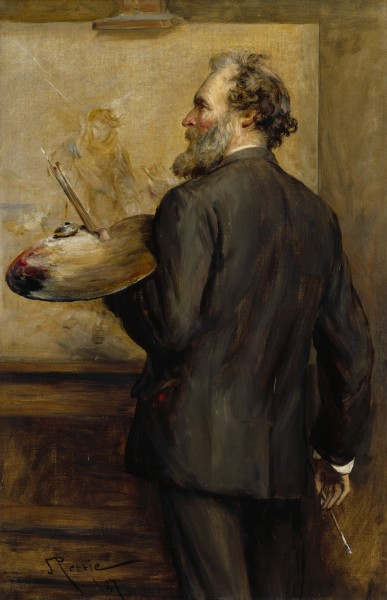
Retrato de Thomas Faed por John Pettie.

Thomas Faed (Gatehouse of Fleet, 8 de junho de 1826 – Londres, 17 de agosto de 1900) foi um pintor escocês e irmão de John Faed que também foi pintor.